# Tukh Manuk

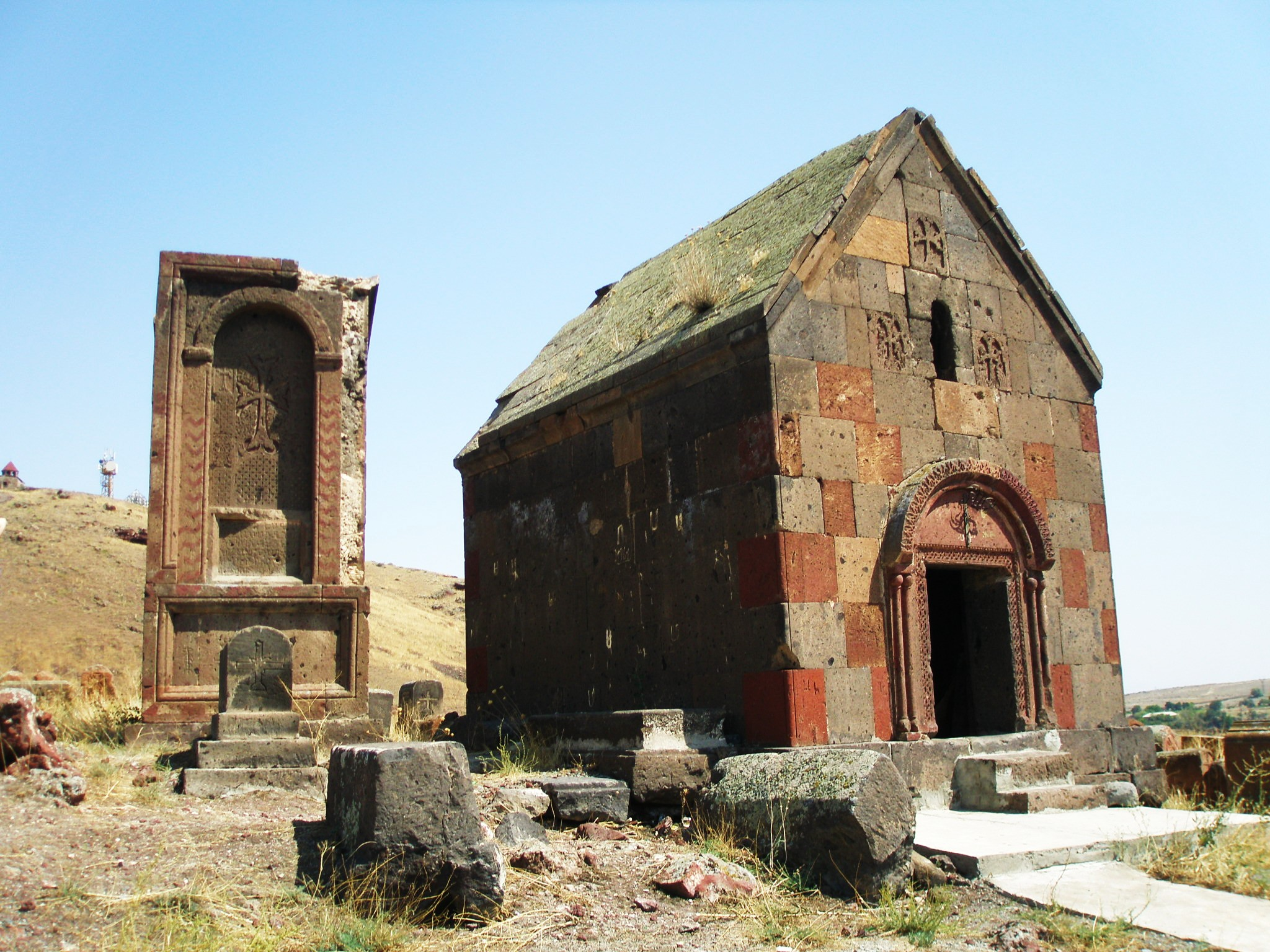
Tukh-Manuk-Kapelle auf dem alten Friedhof des Dorfes Oschakan, Provinz Aragazotn. Daneben ein großer Chatschkar

Tukh Manuk (seltener Tux Manuk, armenisch Թուխ Մանուկ, „dunkler Junge“, Transliteration T‘owx Manowk, deutsche Transkription Tuch Manuk) ist ein in Armenien aus der vorchristlichen Zeit erhaltener Kult einer teils hilfreichen, teils böswilligen mythischen Figur in Gestalt eines schwarzen Jugendlichen, die am Rand der armenisch-apostolischen Mehrheitsreligion weiterexistiert, in vielen Volkserzählungen vorkommt und in Schreinen auf dem Land verehrt wird.

## Kulturelles Umfeld
In der Region Transkaukasien verehrten die zur Kura-Araxes-Kultur gezählten sesshaften Bauern und Viehnomaden der Frühbronzezeit im 3. Jahrtausend v. Chr. kleinen weiblichen Statuetten nach zu urteilen eine Muttergöttin. In der Mittelbronzezeit (Ende 3. Jahrtausend bis Mitte 2. Jahrtausend v. Chr.) änderten sich die bisher eher friedlichen Lebensumstände durch nomadische kriegerische Stämme, die häufig an Berghängen siedelten und dort wie in Zorakarer Steinkammergräber mit Steinplatten und aufgestellten Steinen bedeckt hinterließen. Ab der Mitte des 2. Jahrtausend wurde die Muttergottheit in Tempeln verehrt und die Steinsetzungen erhielten Reliefs von fisch-, drachen- und schlangenartigen Wesen. Diese Steinmale standen vielleicht mit Büffelopfern in Verbindung. Heute werden sie Vischap-Steine genannt und gelten als Quellen beschützende Drachen und im übertragenen Sinn als Fruchtbarkeitssymbole. Die Drachen-Schlangen-Steine der Urartäer im 1. Jahrtausend v. Chr. waren Vorbilder für frühchristliche Steinbearbeitungen, aus denen sich im 9. Jahrhundert die Chatschkare entwickelten, die zu den wesentlichen religiösen Zeichen der armenischen Christen gehören. Die Armenier übernahmen die urartäische Religion, zu der später noch Elemente des iranischen Mithraismus kamen.
Heilige Orte in vorchristlicher Zeit, deren Bedeutung im kulturellen Gedächtnis der Armenier bewahrt blieb, sind neben Vischap-Steinen Gärten mit Weintrauben, die nach urartäischen Inschriften der König bei besonderen Anlässen stiften musste, und  heilige Wälder. Beide wurden als mythologische Paradiesgärten gedacht, in Legenden beschrieben und in Bildwerken dargestellt. Der als nationaler Berg verehrte Ararat gilt in der armenischen Mythologie als Heimat des Drachenkönigs Azdahak, weshalb von seinem vulkanischen Gipfel „schwarzes Wasser“ herabfließt.
In der christlichen Volksreligion und der Kultpraxis finden sich die prähistorischen Mythen in einer angepassten Bedeutung wieder. Christus kommt im ewigen Kampf zwischen Gut und Böse als himmlischer Schmied vor, der den unterweltlichen Schlangen-Drachen besiegt. Das Kreuz erhebt sich auf den Chatschkar-Reliefs triumphierend über die sich in Spiralen windende Schlange. Das von einem heidnischen Lebensbaum umgebene Kreuz hat ebenso eine magische Bedeutung und kann in Heilungsritualen verwendet werden wie die im 4. Jahrhundert erfundene armenische Schrift.
Zur gegenseitigen Durchdringung altarmenischer und christlicher Vorstellungen gehört auch der von der Amtskirche vernachlässigte, aber nicht verdammte Kult um Tukh Manuk. Die heutige apostolische Kirche beobachtet kritisch sektiererische Tendenzen und missionierende evangelikale Gruppen, bleibt jedoch gegenüber heidnischen Traditionen tolerant. Schreine, in denen Tukh Manuk verehrt wird, gelten für die Gläubigen ebenso als heilige Orte wie Kirchen oder wie bis Anfang des 20. Jahrhunderts der Herd in der Küche des traditionellen Hauses (glkhatun). Viele Wohnräume besaßen einen zweiten heiligen Bereich, der mit Reliquien (tan surb, „Heiliger des Hauses“) – handgeschriebenen Papieramuletten, Eisenkreuzen, dem Bruchstück eines Chatschkars – vollgestellt war.

## Mythos
Der Name Tukh Manuk, „dunkelhaariger/dunkelhäutiger Junge“, bezieht sich vermutlich auf die schwarze Haarfarbe des schönen Jünglings. Im 19. Jahrhundert gab es Kapellen, in denen Tukh Manuk verehrt wurde, auf Hügelkuppen, an Quellen oder in heiligen Hainen in praktisch allen von Armeniern bewohnten Gebieten in Ostanatolien und dem südlichen Kaukasus, wo sie sich überwiegend in einem vernachlässigten Zustand befanden. Die Schreine wurden von Frauen besucht, die jeden Samstagabend einfache Gebetsformeln sprachen („möge sich Gott der Seelen unserer Vorfahren erbarmen“) und dabei Kerzen und Räucherwerk anzündeten. Außerdem gab es Jahresfeste mit Musik, Tanz und Festessen an den Schreinen.
Heute sind Tukh-Manuk-Schreine in vielen ländlichen Regionen Armeniens verbreitet. Die Schreine liegen an einsamen Orten außerhalb der Dörfer oder inmitten von Häusern. Die Verehrungsplätze haben die Form kleiner einräumiger Wohnhäuser mit Satteldach, entsprechen Andachtskapellen oder befinden sich wie im Dorf Mastara innerhalb einer christlichen Kapelle. Dort wird ein mit roter Farbe bemalter formloser Stein am Boden verehrt. Die Schreine werden als Pilgerorte aufgesucht, von denen eine magische Heilkraft ausgehen soll.
Tukh Manuk wird als Blut trinkende niedere Gottheit und als schöner schwarzer Jüngling vorgestellt. Rotwein ist ein sublimer Ersatz für Blut und verbindet Tukh Manuk mit dem griechischen Bacchus, dessen kultischer Rausch aus Indien importiert zu sein scheint. Der amerikanische Religionswissenschaftler James Russell bringt den Charakter Tukh Manuks mit dem jugendlichen hinduistischen Gott Krishna und mit Melanthos („Der Dunkle“, von griechisch melas, „schwarz“) der griechischen Mythologie in Verbindung. Russell sieht in ihnen die mythische Figur eines schwarzen Jungen von schöner Gestalt aber listigem Wesen, der mit Quellen, Reinheit, Liebesspielen und Fruchtbarkeit assoziiert wird. Für diese Hypothese muss eine gemeinsame frühe indo-iranisch-griechische Kulturschicht zugrunde gelegt und Armenien nicht nur geografisch in der Mitte zwischen Indien und dem Mittelmeer liegend gesehen werden. Der Mythos könnte durch von Indien westwärts ziehenden Völkern (Roma) verbreitet worden oder ein an verschiedenen Orten entwickelter Teil einer universalen indoeuropäischen Volkserzählung sein.
Im antiken Griechenland veränderte sich die Funktion der mythischen Erzählungen, die in der klassischen Zeit eine sozial-politische Bedeutungsebene erhielten. So taucht etwa das mythische, als wild und leidenschaftlich charakterisierte Pferdemischwesen Kentaur störend bei einer Hochzeit auf, damit es von den als Ordnungsmacht gegen das Chaos eingeführten Gründern der Stadt Athen überwältigt werden kann. Eine vergleichbare Doppelrolle sieht Russell beim indischen Gandharva, der für seine Wildheit, seine kreative Ader vor allem als himmlischer Musiker bekannt ist, der musikalisch betörend wirkt wie die griechische Sirene und zugleich bei der menschlichen Fortpflanzung als eine Art dritte Kraft mitwirkt. Mit Yushkaparik kommt in der iranischen Mythologie ein Wesen in Gestalt eines Steinbocks vor, dessen Wildheit und sexuelle Freizügigkeit ein armenischer Historiker des 8. oder 9. Jahrhunderts mit dem Kentauren vergleicht. In einem späteren mittelalterlichen armenischen Text bekommt diese mythische Figur eine Funktion im christlichen Weltbild zugesprochen, indem sie zum Ursprung der Häresie erklärt wird.
In diesem Zusammenhang steht Melanthos, in der griechischen Mythologie ein jugendlicher Außenseiter, dessen Erwachsenwerden und Eingliederung in die Gesellschaft im Apaturia-Ritual nacherzählt wurde. Eine mit Melanthos vergleichbare Rolle nimmt Tukh Manuk ein, der in armenischen Volksliedern aus den wilden Bergwäldern flussabwärts zu den Menschen vordringt und an den Wasserstellen junge Mädchen verführt. In Indien bringt entsprechend der junge Krishna am Flussufer die Kuhmädchen (Gopis) in seinen Bann und wird so zum Sinnbild der mystischen Liebe.
Tukh Manuk ist die Hauptfigur in zahlreichen mittelalterlichen und modernen volkstümlichen Gedichten und wird im armenischen Nationalepos David von Sassun erwähnt. Dessen Geschichten basieren auf mündlichen Überlieferungen des 8. bis 10. Jahrhunderts und handeln von einem christlichen König David in der Stadt Sassun, der heldenhaft gegen die ungläubigen arabischen Eindringlinge kämpft. Daneben tragen mehrere geografische Orte den Namen: Es gibt einen Tukh-Manuk-Pass, der mit 1795 Metern Höhe die Grenze zweier Provinzen an der Straße zwischen Ararat und Areni bildet, einen Fluss und eine Festung gleichen Namens sowie ein Dorf Tukh.

## Kult

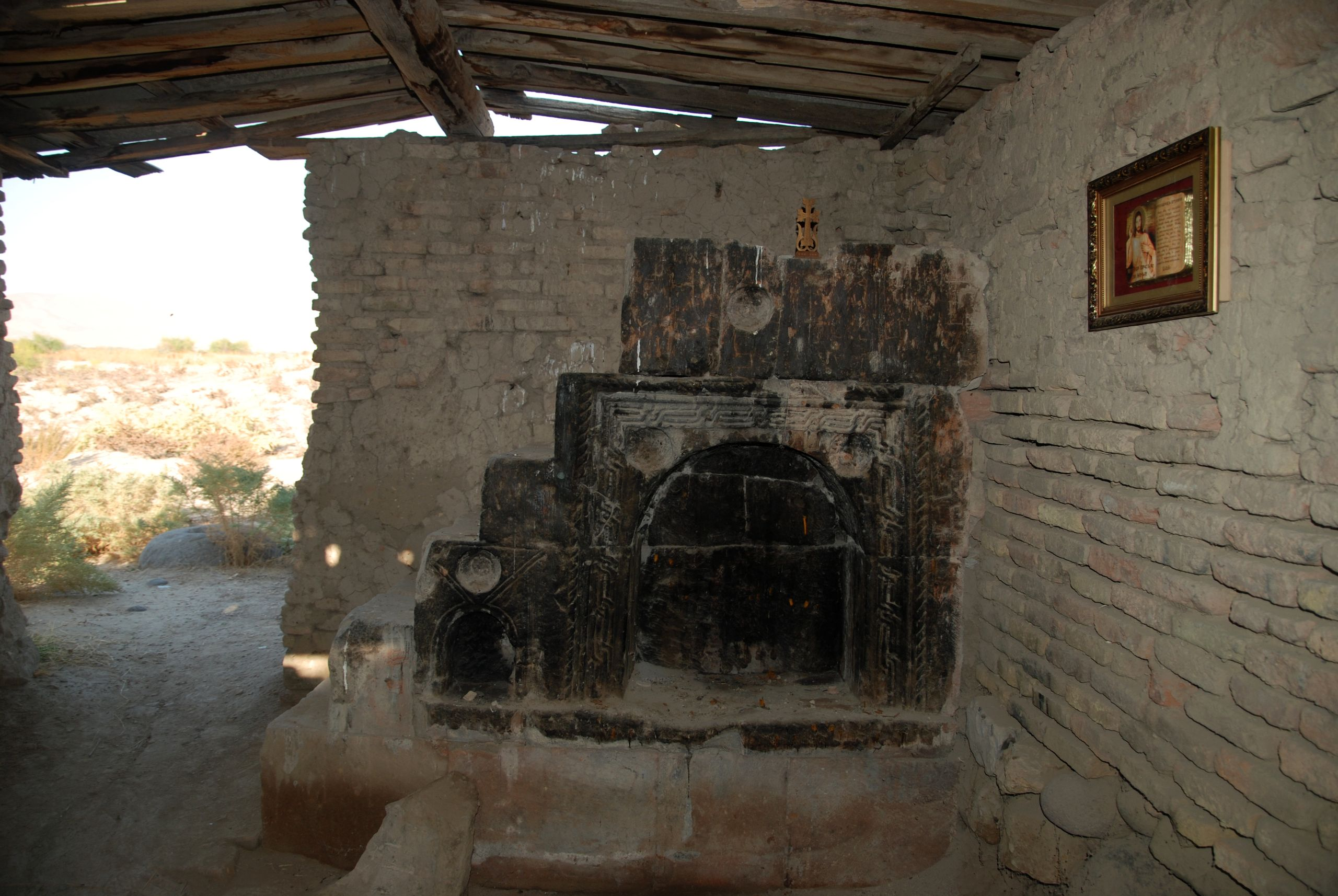
Einfacher neuer Schrein bei Dvin

Tukh-Manuk-Kapellen werden vielerorts noch heute verehrt. Sie bestehen aus einem rechteckigen Raum, in dem sich eine Andachtsecke befindet. Die im Raum außerdem aufgestellten Kultobjekte und Heiligenbilder unterscheiden sich nicht von denen eines geschmückten Altars in der Kirche. Häufig repräsentiert eine Steinsetzung oder ein steinernes Grabmal den schwarzen Jüngling. Ihm werden, wie es auch im christlichen Kult in Armenien vorkommt, nach alter Tradition Tieropfer (matagh, ursprüngliche Bedeutung „Opferlamm“) dargebracht, meist in Form von Hühnern, Tauben oder Schafen. Das Fleisch des matagh muss am Tag der Schlachtung im Kreis der Familie verzehrt werden. Christliche Opferungen finden üblicherweise an Ostern oder bei Familienfeiern wie Taufen und Hochzeiten statt.
Die Gläubigen umschreiten im Gebet sieben Mal den Schrein, bevor sie das Tieropfer darbringen. Zu jeder Gelegenheit werden Kerzen angezündet. Neben dem Schrein kann, wie an anderen magisch-heiligen Orten, ein Wunscherfüllungsbaum stehen, der von Bittstellern mit Stofffetzen behängt wird.
Tukh-Manuk-Schreine in der Provinz Aragazotn:
- Oschakan, Dorf nahe Aschtarak am Südhang des Aragaz. Die aus rotem und grauem Tuff errichtete Kapelle steht auf einem kleinen Hügel im alten Friedhof neben einem großen Chatschkar-Monument, in der Nähe der Grabstätte des heiligen Mesrop aus dem 4. Jahrhundert, der als Erfinder der armenischen Schrift verehrt wird.
- Agarak, Dorf nördlich von Oschakan am Fluss Amberd. In der Nähe der Georgskirche steht ein 1999 auf den Resten eines vorchristlichen Tukh-Manuk-Schreins neu erbautes Steingebäude.
- Tegher, Dorf ebenso am Südhang des Aragaz, zwischen Bjurakan und Kosch. Die kleine, auf das 5. Jahrhundert zurückgehende Kirche ist Tukh Manuk und der Muttergottes (Surb Astvatsatsin) gewidmet.
- Ostufer des Aparan-Stausees, südöstlich von Aparan. Das Satteldach eines aus großen Tuffquadern errichteten Schreins ist mit Wellblech gedeckt. Der Eingang befindet sich an der Südseite und der Altar wie bei christlichen Kirchen im Osten, während er in vorchristlicher Zeit im Westen lag. In der Umgebung östlich des Stausees blieben weitere Schreine aus frühchristlicher Zeit erhalten.
- Mastara im Westen des Aragaz. Der frühchristliche Schrein liegt zwischen Bäumen und Wohnhäusern versteckt einige Meter südlich der Johanneskirche.

Tukh-Manuk-Schreine in der Provinz Armawir:
- Arevaschat, Dorf südöstlich Etschmiadsin. Es gibt eine Basilika aus dem 19. Jahrhundert und einen Tukh-Manuk-Schrein.
- Aghavnatun nördlich von Etschmiadsin. Das bereits in vorchristlicher Zeit existierende Dorf beherbergt zwei Tukh-Manuk-Schreine und zwei frühchristliche Kirchenruinen. Der hoch verehrte Karmravor Tukh Manuk ist der einzige Überrest einer früheren Klosteranlage und war möglicherweise ein Nebenraum der ehemaligen Kirche.
- Arschaluys westlich Etschmiadsin. Zwei Schreine liegen außerhalb des Dorfes. Sie gehörten einst zu einem Kloster, einer davon ist überreich mit Kultobjekten ausgestattet.
- Aknaschen südlich Etschmiadsin. Der restaurierte Surb Sarkis Tukh Manuk ein Kilometer außerhalb des Dorfes ist von bronzezeitlichen Vischap-Steinen umgeben.[13]

Tukh-Manuk-Schreine in der Provinz Wajoz Dsor:
- Areni. Eine der verehrten Felshöhlen in der Nähe des Dorfes (Surb Grigor Nahatak) ist Tukh Manuk gewidmet.
- Arkaz-Kloster (Arkazi Surb Khach), drei Kilometer östlich von Tanahat. Die um 1870 an der Stelle eines mittelalterlichen Klosters neu erbaute Kirche ist ein Pilgerort, besonders am Jahresfest der Kreuzerhöhung im September. Das Kloster wurde vermutlich an der Stelle eines Tukh-Manuk-Schreins errichtet, dessen Ruine noch verehrt wird.
- Herher, in den Bergen nördlich von Vayk. Zwei Kilometer vom Dorf entfernt befindet sich die ehemalige Einsiedelei Chiki Vank aus dem 13. Jahrhundert mit einer einschiffigen Kirche, die als Tukh-Manuk-Schrein verehrt wird.[14]

Tukh-Manuk-Schreine in der Provinz Sjunik:
- Angeghakot, Dorf nordwestlich von Sisian. Zu den drei bis in frühchristliche Zeit zurückreichenden Kirchen gehört eine kleine Tukh-Manuk-Kapelle, in deren Wände als Zeichen ihrer religiösen Bedeutung einige Chatschkar-Steine verbaut sind. Ein weiterer Schrein in der Nähe wurde in einem aus der Bronzezeit stammenden Steinkammergrab eingerichtet.
- Werischen. Auf einem Hügel nördlich des an Goris grenzenden Dorfes befindet sich ein Schrein in einer Höhle, umgeben von mittelalterlichen Chatschkaren. Eine Wandnische im Innern gehörte zu einer heiligen Quelle, die dem Ort seinen Namen Nora Knunk („Neuer Taufplatz“) gab.
- Artsvanik nordöstlich von Kapan. Etwa zwei Kilometer südlich des Dorfes steht ein Tukh-Manuk-Schrein an der Straße, der aus zwei kleinen Räumen besteht. In jeder Kammer wird ein Chatschkar-Stein verehrt.
- Vahravar an der Grenze zum Iran und zu Nachitschewan. Das Kloster Karmravank aus dem 10. Jahrhundert wurde an der Stelle einer früheren Tukh-Manuk-Kapelle errichtet.[15]